# مارك بريور
مارك بريور (بالإنجليزية: Mark Pryor) (و. 1963 – م) هو سياسي، ومحام من الولايات المتحدة الأمريكية ولد في فايتفيل.
تولى منصب عضو مجلس الشيوخ الأمريكي .وهو عضو في الحزب الديمقراطي الأمريكي .

## روابط خارجية
- مارك بريور على موقع IMDb (الإنجليزية)
- مارك بريور على موقع إن إن دي بي (الإنجليزية)